# 香鳶尾屬
香鸢尾属（發英：/krəˈkɒzmiə, kroʊ-/, 1851)另一個名稱是montbretia属于鸢尾科，又名雄黄兰、火星花。原產地在南、東部非洲草原至南非、蘇丹。馬達加斯加地方性的植物。
属名Crocosmia意为具番红花气味（Crucus为番红花属属名）。

## 下属物种
- 雄黄兰 Crocosmia crocosmiflora (Nichols.) N. E. Br.